# Modou Sougou
Pape Amodou Sougou (Fissel, 18 dicembre 1984) è un ex calciatore senegalese, di ruolo attaccante.

## Carriera
Nella stagione 2012 2013 contribuisce alla qualificazione del CFR Cluj in Champions League segnando una doppietta nel playoff di andata contro il Basilea (partita poi finita 1-2). Nella massima competizione europea sforna ottime prestazioni fornendo assist e segnando un goal contro il Galatasaray, tuttavia la squadra rumena non riuscirà a passare il turno nonostante il raggiungimento di 10 punti nel girone chiudendo alle spalle di Manchester Utd e Galatasaray.
Nel estate del 2013 viene acquistato dall'Olympique Marsiglia per 1,5 milioni.

## Statistiche

### Cronologia presenze e reti in nazionale
| Cronologia completa delle presenze e delle reti in nazionale ― Senegal | Cronologia completa delle presenze e delle reti in nazionale ― Senegal | Cronologia completa delle presenze e delle reti in nazionale ― Senegal | Cronologia completa delle presenze e delle reti in nazionale ― Senegal | Cronologia completa delle presenze e delle reti in nazionale ― Senegal | Cronologia completa delle presenze e delle reti in nazionale ― Senegal | Cronologia completa delle presenze e delle reti in nazionale ― Senegal | Cronologia completa delle presenze e delle reti in nazionale ― Senegal |
| Data                                                                   | Città                                                                  | In casa                                                                | Risultato                                                              | Ospiti                                                                 | Competizione                                                           | Reti                                                                   | Note                                                                   |
| ---------------------------------------------------------------------- | ---------------------------------------------------------------------- | ---------------------------------------------------------------------- | ---------------------------------------------------------------------- | ---------------------------------------------------------------------- | ---------------------------------------------------------------------- | ---------------------------------------------------------------------- | ---------------------------------------------------------------------- |
| 27-01-2008                                                             | Tamale                                                                 | Senegal                                                                | 1 – 3                                                                  | Angola                                                                 | Coppa d'Africa 2008 - 1º turno                                         | -                                                                      | 83’                                                                    |
| 31-01-2008                                                             | Kumasi                                                                 | Senegal                                                                | 1 – 1                                                                  | Sudafrica                                                              | Coppa d'Africa 2008 - 1º turno                                         | -                                                                      | 82’                                                                    |
| 05-09-2008                                                             | Blida                                                                  | Algeria                                                                | 3 – 2                                                                  | Senegal                                                                | Qual. Mondiali 2010                                                    | 1                                                                      | 76’ 90+1’                                                              |
| 01-04-2009                                                             | Teheran                                                                | Iran                                                                   | 1 – 1                                                                  | Senegal                                                                | Amichevole                                                             | -                                                                      | 52’                                                                    |
| 08-06-2013                                                             | Luanda                                                                 | Angola                                                                 | 1 – 1                                                                  | Senegal                                                                | Qual. Mondiali 2014                                                    | -                                                                      | 87’                                                                    |
| 16-06-2013                                                             | Monrovia                                                               | Liberia                                                                | 0 – 2                                                                  | Senegal                                                                | Qual. Mondiali 2014                                                    | -                                                                      | 90’                                                                    |
| Totale                                                                 |                                                                        | Presenze                                                               | 6                                                                      |                                                                        | Reti                                                                   | 1                                                                      |                                                                        |

## Palmarès

### Club

#### Competizioni nazionali
- Campionato rumeno: 1

CFR Cluj: 2011-2012